# Pärnumaa
Pärnumaa (Estisch: Pärnu maakond), is een van de vijftien provincies van Estland. Het ligt in het zuidwesten van het land aan de kust van de Golf van Riga en grenst aan de provincies Läänemaa en Raplamaa in het noorden, Järvamaa en Viljandimaa in het oosten en aan Letland in het zuiden. De hoofdstad is Pärnu. De provincie heeft 87.418 inwoners (2023).
Pärnumaa is qua oppervlakte de grootste provincie van Estland. De oppervlakte is vergelijkbaar met die van de Belgische provincie Luxemburg en van het Nederlandse Gelderland.

## Toerisme
De stad Pärnu is een populaire vakantiebestemming onder Esten. Ook steeds meer toeristen, met name uit Rusland, Zweden, Finland en Duitsland, bezoeken de plaats.

## Gemeenten
De provincie is opgedeeld in gemeenten: één stad en zes plattelandsgemeenten.
Stadsgemeente:
- Pärnu

Landgemeenten:
- Häädemeeste
- Kihnu
- Lääneranna
- Põhja-Pärnumaa
- Saarde
- Tori

Harjumaa · Hiiumaa · Ida-Virumaa · Järvamaa · Jõgevamaa · Läänemaa · Lääne-Virumaa · Pärnumaa · Põlvamaa · Raplamaa · Saaremaa · Tartumaa · Valgamaa · Viljandimaa · Võrumaa